# Franciszek Karol Habsburg
Franciszek Karol Józef Habsburg-Lotaryński (ur. 17 grudnia 1802 w Wiedniu, zm. 8 marca 1878 tamże) – arcyksiążę austriacki.

## Życiorys
Syn cesarza Franciszka II i jego drugiej żony Marii Teresy Burbon. Był młodszym bratem Ferdynanda I, który z powodu swojej choroby nie rokował szans na przedłużenie dynastii męskim potomkiem. W związku z chorobą Ferdynanda, która nie była żadną tajemnicą, i o której wiedział cesarz Franciszek, Franciszek Karol był jego następcą. Istniała możliwość, że cesarz w związku z chorobą Ferdynanda zmieni prawo sukcesji. Tak się jednak nie stało. Cesarz nie chciał robić wyjątków od zasady primogenitury.

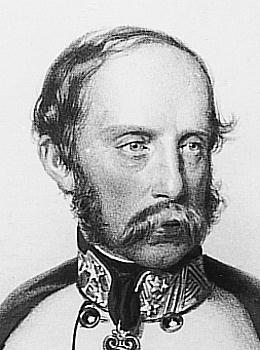
Arcyksiążę Franciszek Karol

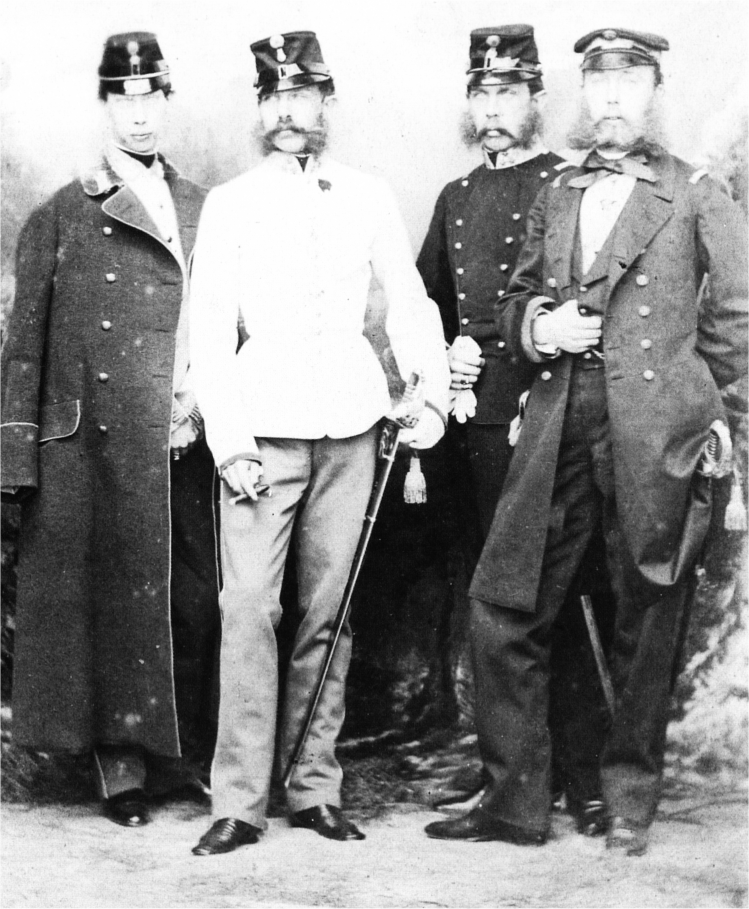
Synowie Franciszka Karola: (od lewej) Ludwik Wiktor, Franciszek Józef, Karol Ludwik
i Ferdynand Maksymilian

W latach 1835–1842 zasiadał w radzie regencyjnej, której przewodniczył kanclerz Klemens von Metternich. Sam nie lubił zajmować się polityką, nie odegrał żadnej roli dziejowej. Pod wpływem wydarzeń z okresu Wiosny Ludów cesarz Ferdynand I abdykował. Arcyksiężna Zofia oraz Felix zu Schwarzenberg przekonali Franciszka Karola, że tron należy przekazać nie jemu, ale jego synowi Franciszkowi Józefowi. W dokumencie abdykacyjnym wydanym 1 grudnia 1848 przez ustępującego cesarza znalazł się zapis poświęcony tej kwestii: „Nasz najdostojniejszy Pan brat, prawowity następca w rządach, arcyksiążę Franciszek Karol oświadcza… że i on zrzeka się austriackiej korony, a to mianowicie na rzecz Swego, a po Nim do tronu powołanego syna, arcyksięcia Franciszka Józefa.”
Dla Polaków pozostających pod zaborem austriackim abdykacja Franciszka Karola oznaczała dobre rozwiązanie. Nie było tajemnicą, że arcyksiążę nie lubił Polaków. Podczas swojej podróży inspekcyjnej do Galicji w 1839 spotkał się z bardzo chłodnym przyjęciem. Istniał nawet projekt zbrojnego zamachu na Franciszka Karola, w tym jego porwania i przetrzymywania jako zakładnika.
Franciszek Karol był człowiekiem skromnym i spokojnym. Nie grzeszył inteligencją, nie posiadał zdolności wybitnego męża stanu. Pozostawał w cieniu żony, na której barki scedował zadania związane nie tylko z wychowaniem potomstwa. Przyjemności dworu wiedeńskiego nie były mu obce. Bywał częstym gościem licznych dworskich balów. Na co dzień wolny od obowiązków w sferze publicznej zajmował się teatrem i polowaniem. Z synami się raczej nie kontaktował, jeśli już były to spotkania rzadkie, wyłącznie natury oficjalnej.

## Mecenas kultury
Franciszek Karol interesował się kulturą i sztuką. Patronował licznym przedsięwzięciom kulturalnym. Najbardziej znaną placówką, którą się interesował był dom kultury jego imienia założony w Linzu. Arcyksiążę bywał niezwykłym mecenasem. Podupadający teatr w Bad Ischl wspomógł hojnie wykupując wszystkie bilety na grane tam przedstawienia. Na prywatnych występach, na których bywał, grano spektakle zgodnie z jego życzeniem. Za wszystkie występy płacił aktorom. Ze względu na swoją hojność, był niezwykle popularny w Bad Ischl.

## Małżeństwo i rodzina
4 listopada 1824 poślubił Zofię Wittelsbach, księżniczkę bawarską. Para miała sześcioro dzieci:
- Franciszka Józefa (1830–1916) – cesarza Austrii
- Maksymiliana Ferdynanda Józefa (1832–1867) – cesarza Meksyku
- Karola Ludwika (1833–1896) – arcyksięcia
- Marię Annę (1835–1840) – arcyksiężniczkę
- syna, który urodził się martwy (1840)
- Ludwika Wiktora (1842–1919) – arcyksięcia

Arcyksiążę zmarł w 1878, sześć lat po swojej żonie.